# Pterolophia orientalis
Pterolophia orientalis är en skalbaggsart som beskrevs av Stefan von Breuning 1938. Pterolophia orientalis ingår i släktet Pterolophia och familjen långhorningar. Inga underarter finns listade i Catalogue of Life. Artens utbredningsområde är Elfenbenskusten och Tanzania.